# Liste der Monuments historiques in Lesparre-Médoc
Die Liste der Monuments historiques in Lesparre-Médoc führt die Monuments historiques in der französischen Gemeinde Lesparre-Médoc auf.

## Liste der Bauwerke
| Bezeichnung       | Beschreibung | Standort | Kennzeichnung | Schutzstatus | Datum | Bild           |
| ----------------- | ------------ | -------- | ------------- | ------------ | ----- | -------------- |
| Tour de l’Honneur |              | (Lage)   | PA00083592    | Classé       | 1913  | weitere Bilder |

## Liste der Objekte
- Monuments historiques (Objekte) in Lesparre-Médoc in der Base Palissy des französischen Kultusministeriums